# オリジン・ゲーム・フェア
オリジン・ゲーム・フェア（Origins Game Fair、以下オリジン）は北米でもっとも活発なGen Conに次ぐ規模の（広義の意味での）アドベンチャーゲームのコンベンションである。オハイオ州コロンバスで毎年6月または7月に開催される。
オリジンはGame Manufacturers Association(GAMA)によって開催されるイベントのうちの一つで（もう一つはゲーム制作関係者と流通関係者のみが参加できるGAMA Trade Show）、特にGenCon、Dragon*Conでは見ることの少なくなったウォーゲーム、ミニチュアゲームを含むアドベンチャーゲームに特化している。ボードゲーム、トレーディングカードゲーム、ロールプレイングゲームも一般的である。
オリジンはその年度のオリジン賞(Origins Awards)を決定・授与する場でもある。長年にわたって歴史ボードゲームのチャールズ・S・ロバーツ賞の授与式もかねていたが、これは現在ではワールド・ボードゲーミング・チャンピオンシップで行われている。
かってはオリジン・インターナショナル・ゲーム・エキスポ(Origins International Game Expo)として知られていたイベントであるが、2007年夏に現在のオリジン・ゲーム・フェアに名称が変更された。

## 歴史
オリジンは1975年にメリーランド州ボルティモアのゲームプレイヤーの集まりとして開始された。興味を持ったボルティモアのウォーゲームのクラブがバルチモアに拠点を置くゲーム製作会社アバロンヒルとともに最初のイベントをジョンズ・ホプキンス大学で開いた。
アヴァロン・ヒルは1958年に最初のウォーゲームを商品化した会社であり、ボルティモアがアバロンヒルとウォーゲームの発祥の地として承認され、アヴァロン・ヒルとゲームデザイナーのドン・グリーンウッド、そしてこのコンベンションの創立者がこのイベントを「オリジン」と呼ぶことを提案したのである。
この後の数年、アバロンヒルともう一つのウォーゲーム開発会社SPIがこのイベントを運営して、規模は拡大していった。1978年からはGame Manufacturers Association が運営を執り行うようになり現在にいたっている。ヒストリカル・ミニチュア・ゲーミング・ソサエティのオハイオ州のグレート・レイク部門がGAMAの指示のもとにオリジンのヒストリカル・ミニチュア・ウォーゲーム部門を管理している。
そのオリジンの歴史の中で開催地は移り変わっていったが、それはイベント規模の拡大によるものである。GAMAは1996年にOrigin開催地を一定の場所に固定することを決めた。いくつかの候補地からの選考の結果、GAMAはオハイオ州コロンバスを選択したのである。周辺に多くの参加者とボランティアスタッフが居住し、コロンバスはイベントに適した豊富な環境があることで有望であったためである。この賢い選択を立証するように、オリジンはさらに規模を拡大し、2005年には15000人を超える参加者を記録している（オリジンのWebサイトによる）。